# Biologická fixace dusíku

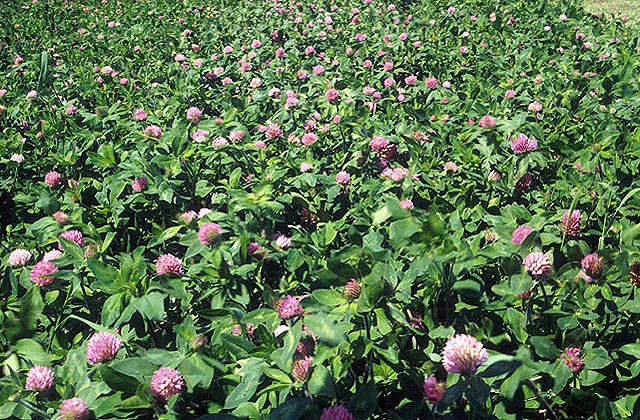
Jetel se seje na polích, protože zvyšuje úrodnost půdy. Mnoho bobovitých rostlin má totiž na kořenech hlízky se symbiotickými organismy.

Biologická fixace dusíku, neboli diazotrofie, je schopnost některých prokaryotických organismů (bakterií včetně sinic) redukovat trojnou vazbu v molekule atmosférického dusíku a začlenit jej do organické sloučeniny (amoniaku). Tento proces probíhá enzymaticky, pomocí enzymu nitrogenázy, a za dodání energie (ATP).
Diazotrofní organismy jsou klíčové v koloběhu dusíku v přírodě, protože umožňují fixaci atmosférického dusíku do organických sloučenin organismů. Díky této unikátní schopnosti bakterií, které umí fixovat dusík, s nimi mnoho jiných organismů vstoupilo do symbiotického svazku. Tyto symbiotické bakterie se často označují jako hlízkové bakterie, protože žijí v specializovaných orgánech, hlízkách.
Mnoho dusík fixujících bakterií však nemá tendence asociovat se s kořeny vyšších rostlin (žijí volně).
Z důvodu velkého množství dodané energie, která je nutná k fixačním reakcím, mají největší význam autotrofové (zejména sinice). Heterotrofní bakterie většinou vstupují do relativně úzké symbiózy s rostlinou, která jim energii dodává.

## Průběh reakce
Reakce se odehrává v několika krocích:
N2 +H2→ HN=NH +H2→ H2N-NH2 +H2→ 2 NH3 +2H+→ 2 NH4+
Reakci můžeme také zjednodušit a přidat do rovnice též energetickou potřebu ve formě ATP.
N2 + 8 e− + 8 H+ + 16 ATP + 16 H2O → 2 NH3 + H2 + 16 ADP + 16 Pi
Amoniak je kvůli své jedovatosti (při vyšších koncentracích) ihned zabudováván do neškodných aminokyselin (např. glutaminu) a v této formě dále rozváděn po těle. Za pozornost stojí skutečně obrovské množství energie ve formě 16 molekul ATP, které je nutné k redukci jediné molekuly N2. Údajně až 20 % veškeré energie produkované při fotosyntéze v hostitelské rostlině se spotřebovává v hlízkách k hlízkové fixaci.

## Organismy, které fixují vzdušný dusík
Diazotrofní organismy se dají obecně rozčlenit do několika skupin:
- žijící volně v půdě - rody Azotobacter, Azomonas, Azotococcus, Beijerinckia
- žijící v asociaci s kořeny rostlin - aerobní (nebo mikroaerofilní) spirily - například rod Azospirillum,
- žijící v symbióze s kořeny bobovitých rostlin - rody Rhizobium, Bradyrhizobium, Sinorhizobium, souhrnně hlízkové bakterie.

Dále jsou fixace vzdušného dusíku schopné některé sinice (Nostoc, Anabaena) a aktinobakterie (Frankia), některé bakterie oxidující síru a enterobakterie (Escherichia).

### Volně žijící fixátoři dusíku
Volně žijící fixátoři působí v půdách chudých na dusík, které tak mohou obohacovat. Volně žijící půdní jsou známi např. z řádu Rhizobiales. Významná fixace dusíku volně žijícími bakteriemi probíhá v rozkládajícím se dřevě. Dřevo je obecně chudé na dusík, avšak jeho aktivním obohacením mohou bakterie usnadňovat působení dalších organizmů, např. hub, které jsou za rozklad dřeva zodpovědné.

Schéma symbiózy mezi hlízkovými bakteriemi a rostlinou.

### Hlízková symbióza

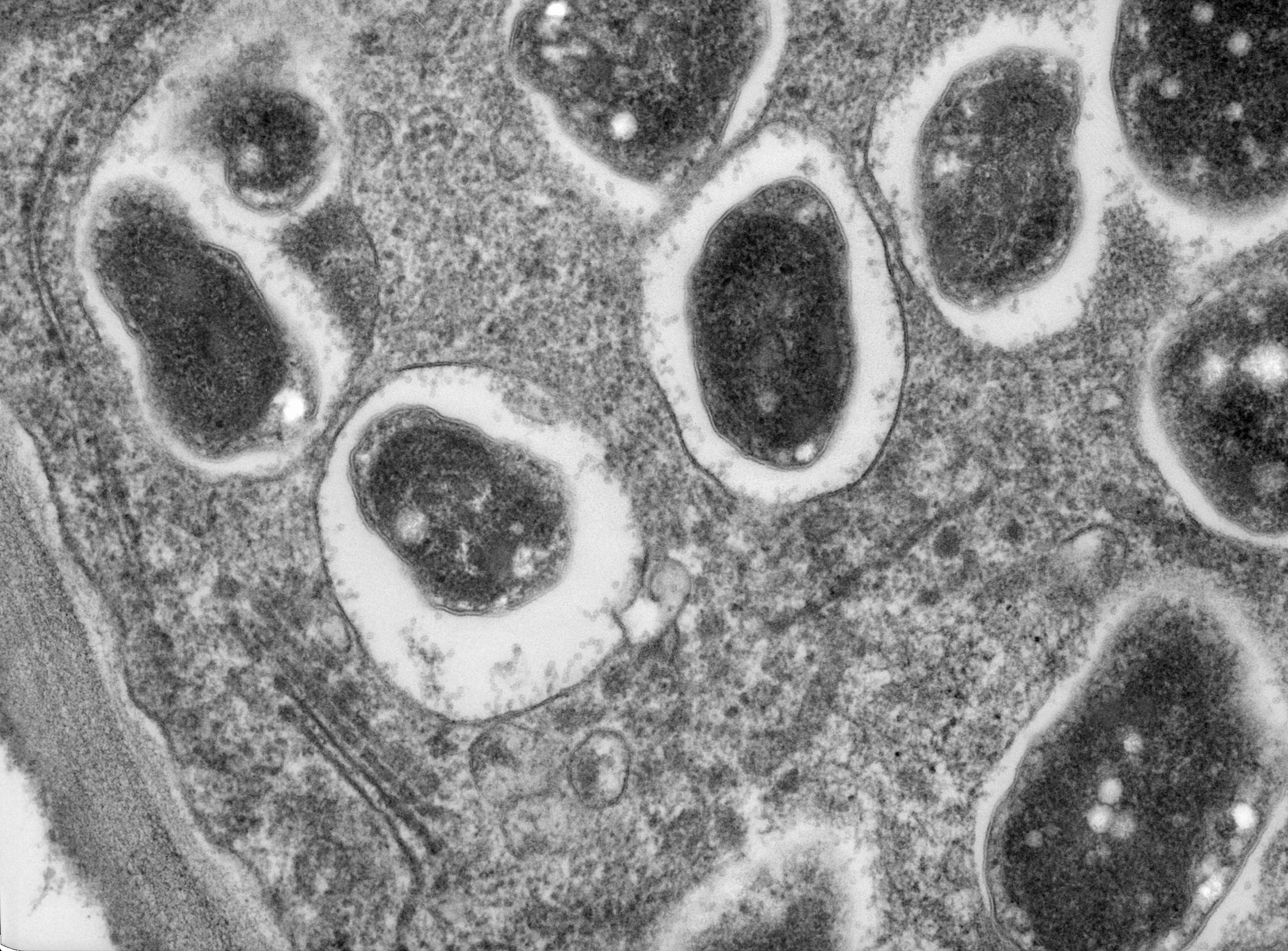
Průřez hlízkou sóje. Kulovité útvary jsou bakterie Bradyrhizobium japonicum

Tento typ symbiózy se objevuje především v čeledi bobovitých Fabaceae), ale také u citlivkovitých (Mimosaceae) a sapanovitých (Caesalpiniaceae). Tento vztah je pro člověka velmi významný, protože bobovité rostliny se často sázejí na polích za účelem zvýšení obsahu dusíku v půdě.
Bakteriálním symbiontem (fixátorem dusíku) jsou gramnegativní bakterie, souhrnně zvané hlízkové bakterie (rhizobia). Známe 57 druhů v 12 rodech, nejznámější jsou rody Rhizobium, Bradyrhizobium či Sinorhizobium.
Bakterie a bobovité rostliny tvoří vnitrobuněčnou symbiózu. Rostlinné buňky obsahují váčky s bakteroidy, kterým jsou dodávány energeticky bohaté organické látky (např. kyselina jablečná a sukcinát) a ionty železa, molybdenu a síry. Rostlina naopak přijímá amonný kationt (NH4)+ (jedná se tedy o mutualistické soužití). Je také ještě nutné dodat, že v tomto ohledu funguje silná míra hostitelské specifity, jež je realizována lektiny - proteiny na povrchu kořene, které jsou rozpoznávány bakteriálními receptory produkovanými geny Nod.
Hlízka (nodul) je víceméně uměle vytvořený orgán v kořeni, který vzhledem k vysokému obsahu proteinu leghemoglobinu, jenž je nezbytný při plnění funkce enzymu nitrogenázy, dostává růžové zbarvení. Vzniku hlízky předchází soubor interakcí mezi bakteriemi a hostitelskou rostlinou. Bakterie najdou svou rostlinu po směru koncentračního spádu flavonoidů, sekundárních metabolitů, které aktivují některé bakteriální geny (tzv. Nod geny), díky nimž bakterie začne syntetizovat vlastní chemikálie patřící do skupiny lipooligosacharidů.
Na tyto látky zareaguje rostlina diferenciací speciálních dělivých pletiv (hlízkové meristémy), které zahájí tvorbu hlízky. Bakteriálními signály dochází k ohnutí kořenového vlásku, narušení buněčné stěny a kontaktu bakterie s endoplazmatickým retikulem hostitele.
Prorůstáním membrány infikovaným kořenovým vláskem vzniká infekční vlákno, které proniká do dalších rostlinných buněk, kde se odškrcují váčky s jednotlivými bakteriemi. Bakterie (nyní již nazývané bakteroidy) se následně zvětšují a mění tvar.

### Symbióza s aktinomycety

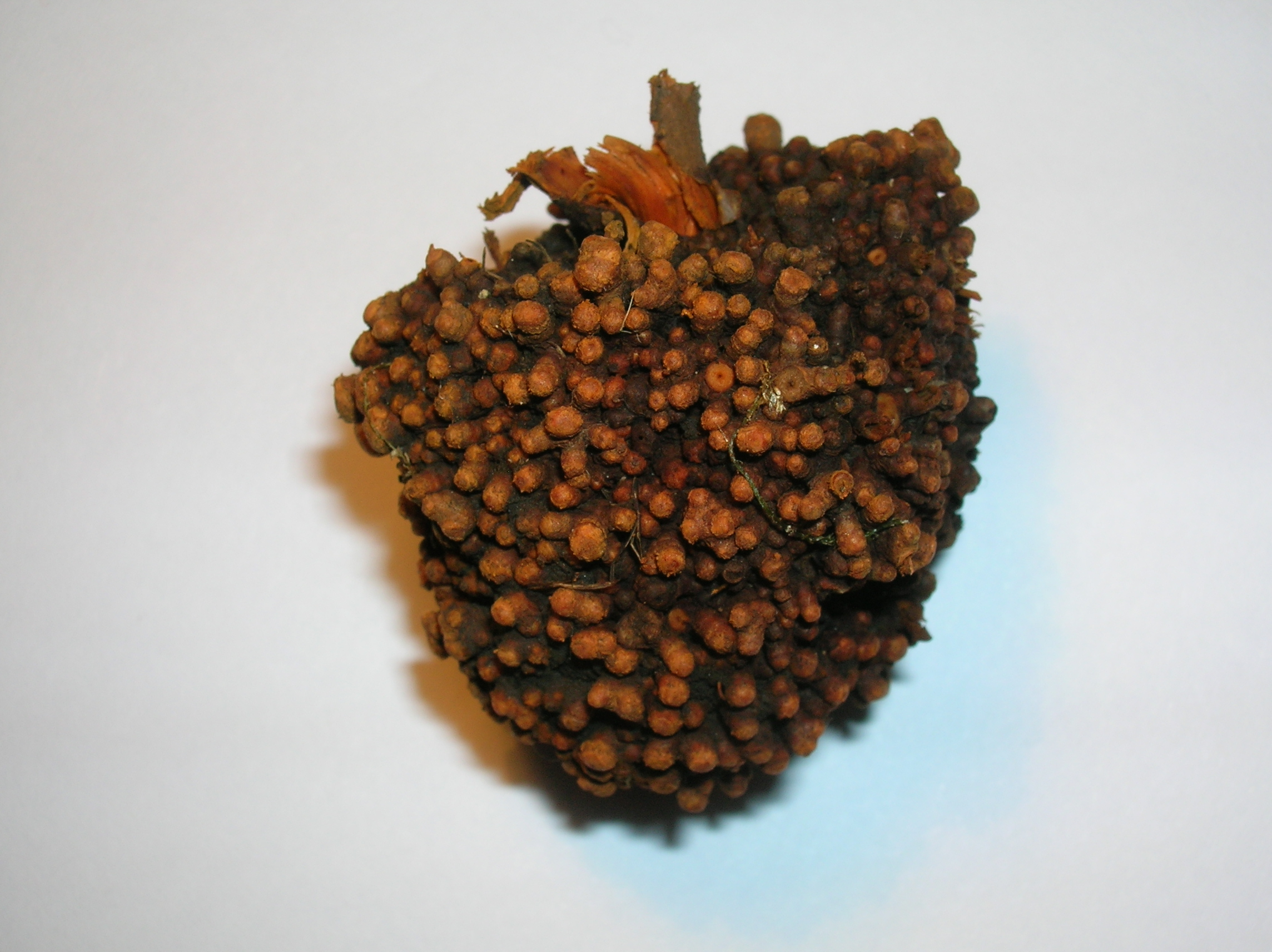
Tato hlízka se vytváří na kořenech olše a obsahuje aktinomycety rodu Frankia

Aktinobakterie rodu Frankia jsou bakterie, které také vstoupily do specifického symbiotického svazku s některými cévnatými rostlinami. Známo je asi 200 druhů rostlin, které vstoupily do svazku s rodem Frankia. Příkladem je rakytník (Hippophae), dryádka (Dryas), olše (Alnus), či některé přesličníkovité (Casuarinaceae). Rostliny z těchto čeledí jsou někdy společně řazeny do N2-skupiny, která má pravděpodobně určité predispozice ke vzniku tohoto typu symbiózy.
Olše například vytváří charakteristické červené chuchvalce, tvořené zbytnělými kořeny. Uvnitř chuchvalců je leghemoglobin a také aktinomycety. Svým způsobem to jsou hlízky, stejně jako hlízky bobovitých rostlin, ale mají jinou stavbu.

### Symbióza se sinicemi
Poměrně často vznikají více či méně těsné svazky také mezi některými rostlinami a sinicemi rodu Anabaena a Nostoc. I když jsou sinice také bakterie (proto se jim také říká cyanobakterie), jejich fixace je specifická, protože sinice produkují během fotosyntézy kyslík. Ten by bránil správné funkci nitrogenázy, a tak se fixace dusíku děje v specializovaných buňkách, heterocystách (heterocytech).
Až na výjimku v podobě rodu Gunnera žádné sinice nevstupují dovnitř buněk rostlin, jsou v mezibuněčném prostoru. Sinicová symbióza se vyskytuje např. u těchto skupin rostlin:
- Rod Gunnera — jediná krytosemenná rostlina v symbióze se sinicemi, konkrétně s Nostoc punctiforme[4]
- Cykasy — symbiontem je opět Nostoc punctiforme, kolonizuje koráloidní kořeny těsně pod povrchem půdy
- Rod azola (Azolla) — drobné vodní kapradiny, vstupují do svazku s druhem Anabaena azollae, symbióza však je velmi volná a symbionti se bez sebe obejdou
- Některé mechorosty — mechy vstupují jen do velmi volných symbiotických svazků, klasickou symbiózu provozují játrovky (př. jamuška - Blassia) a hlevíky (Anthoceros).

Některé houby rovněž vstupují do symbiózy se sinicemi. Tyto symbiotické vztahy však spadají do kategorie lišejníků. Protože je v tomto případě fotobiontem sinice, někdy označujeme tyto asociace jako cyanolišejníky.

### RozsivkaRhopalodia gibba
Rhopalodia gibba je rozsivka, která žije ve sladké vodě a obsahuje uvnitř své buňky zvláštní organely, které se někdy nazývají "kulová tělíska" (spheroid bodies). Tyto organely nejsou ničím jiným než sinicí. Kulová tělíska opět obsahují nitrogenázu a DNA sinice, podle níž je endosymbiotická sinice příbuzná rodu Cyanothece.
Tento konkrétní případ symbiotické fixace dusíku je pravděpodobně nejužším takovým svazkem vůbec, je totiž zjištěno, že jsou symbionti šířeni i vertikálně (tedy z buňky mateřské do dceřiné). Také se jedná o příklad evoluce organel (viz endosymbiotická teorie).